# Тишбейн, Иоганн Якоб
Иоганн Якоб Тишбейн (нем. Johann Jacob Tischbein, 21 февраля 1725 Хайна, Гессен — 23 августа 1791 Любек) — немецкий художник из потомственной семьи живописцев Тишбейн, известный также как «Любекский Тишбейн» (Lübecker Tischbein).

## Жизнь и творчество
Иоганн Якоб Тишбейн был шестым ребёнком в семье пекаря при монастырском госпитале Иоганна Генриха Тишбейна (1682—1764). Вначале он учился окраске обоев в Касселе, однако уже тогда написал несколько картин. Был женат на Магдалине Гертруде, дочери художника Иоганна Дитриха Лилли. Позднее работал в Гамбурге и, с 1775 года, в Любеке.
Иоганн Якоб Тишбейн был учителем своего сына, живописца и литографа Августа Альбрехта Тишбейна и племянника, Иоганна Генриха Тишбейна, прозванного «Тишбейн Гёте». Его дочь София тоже была художницей.
Живописные произведения И. Я. Тишбейна представлены в собраниях художественных музеев Гамбурга (Кунстхалле) и Любека.

## Галерея

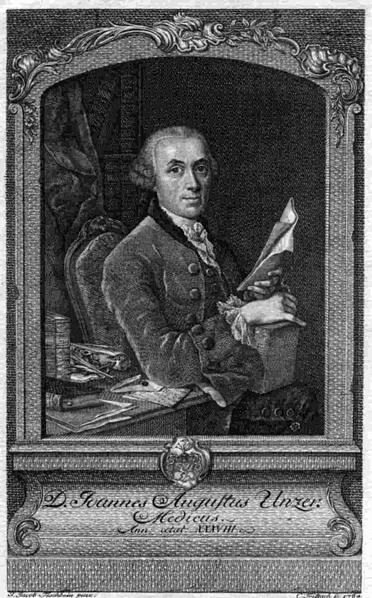
Портрет Иоганна Августа Унцера. 1764. Гравюра резцом на меди
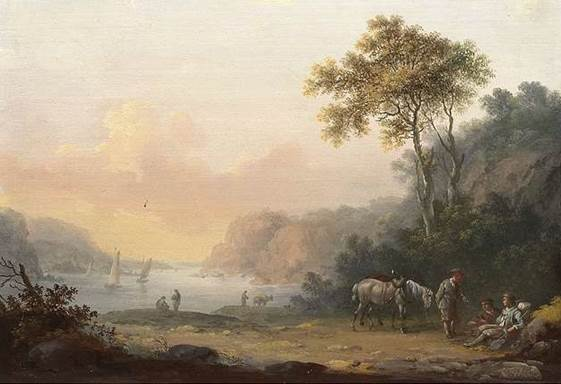
Вид на реку на закате. 1773. Местонахождение не определено
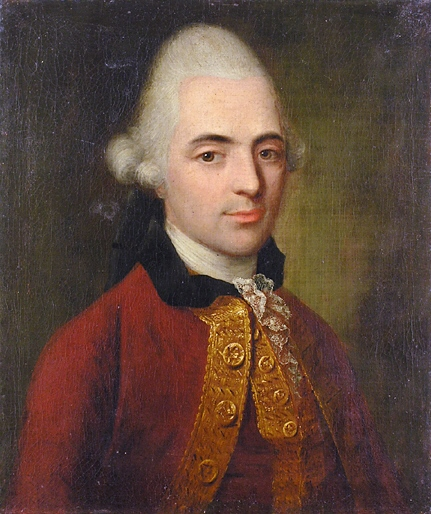
Портрет любекского бургомистра И. К. Линденберга. 1773. Холст, масло. Частное собрание
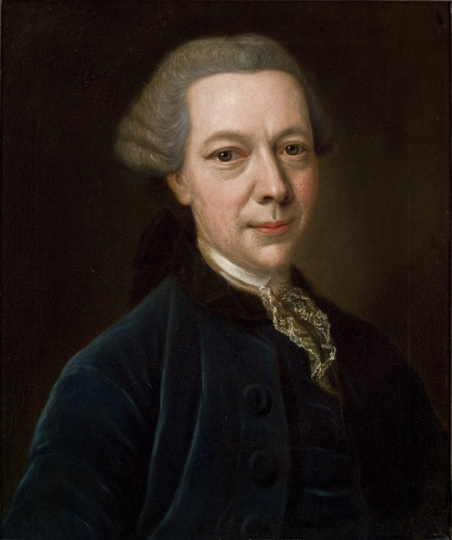
Портрет Иоганна Якоба Душа. 1766. Холст, масло. Глаймхаус, Хальберштадт